# Protomartyr
I Protomartyr sono un gruppo post-punk statunitense formatosi a Detroit, Michigan, nel 2010, considerati uno degli avamposti musicali schierati contro i poteri forti. Sempre secondo Claudio Lancia, con il passare degli anni, il (post)punk-rock delle prime pubblicazioni si è arricchito di nuovi elementi, divenendo sempre più efficace e personale. Il gruppo è formato da Joe Casey (voce), Greg Ahee (chitarra), Alex Leonard (batteria) e Scott Davidson (basso). Nel 2020 Kelley Deal si è unita alla band in tournée, suonando tastiere, chitarra e come seconda voce.

## Formazione
Formazione attuale
- Joe Casey – voce
- Greg Ahee – chitarra
- Alex Leonardo - batteria
- Scott Davidson - basso

## Discografia

### Album in studio
- No Passion All Technique (2012, Urinal Cake Records)
- Under Color of Official Right (2014, Hardly Art)
- The Agent Intellect (2015, Hardly Art)
- Relatives in Descent (2017, Domino)
- Ultimate Success Today (2020, Domino)
- Formal Growth in the Desert (2023, Domino)

### EP
- Consolation (2018, Domino)

### Album dal vivo
- Rosé, a Fine Wine to Be Enjoyed by Couples or Friends at Any Occasion (2012, Double Tapes)
- Vari-Speed Mithridates (2013, Gold Tapes)
- Dredging the Grotto (2015, autoprodotto)
- Security by Shadow (2020, autoprodotto)